# Efeito magnetocalórico
Efeito magnetocalórico (EMC) é um fenômeno que consiste nas mudanças reversíveis de temperatura de um corpo resultantes de mudanças na sua magnetização.

## Descrição
É um fenômeno termomagnético caracterizado por uma mudança na temperatura de um material magnético quando este é colocado ou retirado da influência de um campo magnético. Esse efeito é intrínseco a todos os materiais magnéticos, sendo mais intenso nas vizinhanças de transições de fase magnéticas, especialmente as de primeira ordem, pois, neste caso, as variações de entropia são mais intensas.
Um dos exemplos mais notáveis do efeito magnetocalórico está no elemento químico gadolínio e algumas das suas ligas. A temperatura do gadolínio aumenta na presença de um campo magnético; quando ele sai do campo, a temperatura cai. O efeito é consideravelmente mais forte para a liga {\displaystyle Gd_{5}Si_{2}Ge_{2}}. Liga de Praseodímio com níquel {\displaystyle (PrNi_{5})} tem um tal efeito magnetocalórico forte que permitiu aos cientistas alcançarem temperaturas inferiores a de um milliKelvin, um milésimo de grau de zero absoluto.
Compostos intermetálicos da família RTX (R = terra rara e X = elemento do bloco p da tabela periódica) tem despertado interesse. Os compostos desta família podem apresentar ordenamento magnético em uma ampla faixa de temperatura, variando de baixíssimas temperaturas, até temperaturas acima da ambiente.

### Equação
O efeito magneto pode ser quantificado com a equação abaixo:
{\displaystyle \Delta T_{ad}=-\int _{H_{0}}^{H_{1}}{\Bigg (}{\frac {T}{C(T,H)}}{\Bigg )}_{H}{{\Bigg (}{\frac {\partial M(T,H)}{\partial T}}{\Bigg )}}_{H}dH}
onde {\displaystyle T} é a temperatura, {\displaystyle H} é o campo magnético aplicado, {\displaystyle C} é a capacidade térmica do magneto (refrigerante) e {\displaystyle M} é a magnetização do refrigerante.
Da equação podemos ver o efeito magnetocalórico pode ser alcançado através de:
- aplicação de um grande campo
- usando um imã com uma pequena capacidade de calor
- utilizando um imã com uma grande alteração na magnetização versos temperatura, a um campo magnético constante

## Materiais trabalhados

Representação esquemática do efeito magnetocalórico em uma liga de gadolínio na presença de um campo magnético

O efeito magnetocalórico é uma propriedade intrínseca de um sólido magnético. Este comportamento térmico de estado sólido para a aplicação ou remoção de campos magnéticos é maximizado quando o sólido é perto da sua temperatura de ordenação magnética.
As magnitudes da entropia magnética e as mudanças de temperatura adiabática são fortemente dependentes do processo de ordem magnética: a magnitude é geralmente pequena em antiferromagneto, ferromagnéticos e sistemas de vidro de spin; ele pode ser substancial para ferromagnéticos normais que sofrem uma segunda ordem de transição magnética; e é geralmente maior para ferromagnetos que se submetem a uma primeira transição magnética ordem.
Além disso, campos elétricos cristalinas e de pressão pode ter uma influência substancial sobre a entropia magnética e mudanças de temperatura adiabática.
Atualmente, ligas de gadolínio produzindo 3 - 4 K por tesla {\displaystyle [{\frac {K}{T}}]} de mudança de um campo magnético pode ser utilizada para refrigeração magnética.
Pesquisas recentes sobre os materiais que apresentam uma variação de entropia gigante mostrou que as ligas de {\displaystyle Gd_{5}(Si_{x}Ge_{1-x})_{4},La(Fe_{x}Si_{1-x})_{13}H_{x}} e {\displaystyle MnFeP_{1-x}As_{x}} , Por exemplo, são alguns dos mais promissores substitutos para gadolínio e suas ligas - {\displaystyle GdDy,GdTb,}, etc. Estes materiais são chamados de Materiais de grande efeito magnetocalórico  (MGEM). Gadolínio e suas ligas são os melhores materiais conhecidos para refrigeração magnética em temperatura ambiente, uma vez que eles passam por transições de fase de segunda ordem que não têm nenhuma histerese magnética ou térmica.  No entanto, os materiais, tais como a substituição {\displaystyle MnFeP_{1-x}As_{x}}  pelos metais de terras raras tem a vantagem de custo distinta. O desenvolvimento desta tecnologia depende muito do material e provavelmente não irá substituir a compressão de vapor para a refrigeração, sem importantes melhorias nos materiais que são o custo, abundância e apresentarem maiores efeitos magnetocalóricos em uma faixa maior de temperaturas. Tais materiais devem mostrar as mudanças de temperatura significativas sob um campo de dois tesla ou menos, de modo que os magnetos permanentes podem ser utilizados para a produção do campo magnético.

### Sais paramagnéticos
O refrigerante original proposto foi um sal paramagnético, como nitrato de cério e magnésio. Os dipolos magnéticos ativos, neste caso, são os de conchas de elétrons dos átomos paramagnéticos. Em um ADR sal paramagnética, o dissipador de calor é normalmente fornecido por um bombeado {\displaystyle {}^{4}He} (sobre 1.2 K ) ou {\displaystyle {}^{3}He} (sobre 0.3 K ) ao criostato . Um facilmente atingível 1 T de campo magnético é geralmente necessária para a magnetização inicial. A temperatura mínima atingível é determinada pelas tendências auto-magnetização do sal de refrigerante, mas as temperaturas de 1 a 100 mK são acessíveis. Refrigeradores de diluição teve por muitos anos suplantaram ADRs sal paramagnéticos, mas interesse e simples de usar lab-ADRs espacial manteve-se, devido à complexidade e falta de fiabilidade do refrigerador de diluição.
Eventualmente sais paramagnéticas tornar ou diamagnético ou ferromagnético, o que limita a temperatura mais baixa que pode ser atingida utilizando este método.

### Desmagnetização nuclear
Uma variante de desmagnetização adiabática que continua a encontrar aplicação substancial de investigação é a refrigeração desmagnetização nuclear (NDR). NDR segue os mesmos princípios, mas, neste caso, a energia de arrefecimento surge a partir da dipolos magnéticos dos núcleos dos átomos de refrigerante, em vez das suas configurações electrónicas. Uma vez que estes são dipolos de magnitude muito menores, que são menos propensas a auto-alinhamento e têm campos mínimos inferior intrínsecas. Isto permite NDR arrefecer o sistema de spin nuclear para temperaturas muito baixas, frequentemente 1 μK ou abaixo. Infelizmente, as pequenas magnitudes de dipolos magnéticos nucleares também os torna menos inclinados a alinhar a campos externos. Os campos magnéticos de 3 teslas ou maiores são muitas vezes necessários para a etapa de magnetização inicial do NDR.
Em sistemas NDR, o dissipador de calor inicial deve sentar-se a temperaturas muito baixas (10-100 MK). Este pré-arrefecimento é frequentemente fornecida pela câmara de mistura de um refrigerador de diluição ou um sal paramagnética.

## História
O efeito foi descoberto usando ferro em 1881 pelo físico alemão Emil Warburg. Originalmente, o efeito de resfriamento variou entre {\displaystyle 0,5} a {\displaystyle 2{\frac {K}{T}}}.
Grandes avanços apareceram pela primeira vez no final de 1920, quando a refrigeração através de desmagnetização adiabática foi proposta independentemente por Peter Debye em 1926 e ganhador do prêmio Nobel de Química William F. Giauque em 1927.
Esta foi primeiramente demonstrada experimentalmente por Giauque e seu colega DP MacDougall, em 1933, para fins de criogênicos quando chegaram a {\displaystyle 0,25K}.  Entre 1933 e 1997, vários avanços na MCE ocorreram.
Em 1997, a primeira prova perto de temperatura ambiente do conceito de refrigerador magnético foi demonstrada por Karl A. Gschneidner, Jr. pela Iowa State University em Ames Laboratory. Este evento atraiu o interesse de cientistas e empresas em todo o mundo, que começaram a desenvolver novos tipos de materiais a temperatura ambiente e projetos de refrigeradores magnéticos.
Um grande avanço veio de 2002, quando um grupo da Universidade de Amsterdam, demonstrou o efeito magnetocalórico gigante nas ligas de {\displaystyle MnFe(P,As)} que são baseados em materiais abundantes.
Refrigeradores baseados no efeito magnetocalórico demonstrados em laboratório, utilizando campos magnéticos a partir de {\displaystyle 0,6T} até {\displaystyle 10T}. Os campos magnéticos superiores a {\displaystyle 2T} são difíceis de produzir com ímãs permanentes e são produzidos por um ímã supercondutor ({\displaystyle 1T} é de cerca de {\displaystyle 20.000} vezes o campo magnético da Terra).